# 泊村 (三重県)
泊村（とまりむら）は三重県南牟婁郡にあった村。現在の熊野市大泊町・磯崎町にあたる。

## 地理
- 海洋：熊野灘
- 島嶼：ヤマト島、魔見ヶ島、箱島
- 岬：猪ノ鼻

## 歴史
- 1897年（明治30年）5月31日 - 木本町の一部（大字古泊・大泊）が分立して発足。
- 1954年（昭和29年）11月3日 - 木本町・荒坂村・新鹿村・有井村・神川村・五郷村・飛鳥村と合併して熊野市が発足。同日泊村廃止。

## 交通

### 鉄道路線
現在は旧町域に紀勢本線の大泊駅が所在するが、当時は未開業。

### 道路
- 国道170号（現・国道42号）